# QLAR
QLAR war ein deutschsprachiger Privatsender der Peyk Media GmbH, einer Tochtergesellschaft der World Media Group mit Sitz in Offenbach. Er konnte über Astra 19,2° Ost, verschiedene Kabelnetze und das Internet als unverschlüsseltes Vollprogramm empfangen werden. Vor dem 15. April 2015 hieß der Sender Ebru TV. Am 31. Dezember 2015 wurde der Sendebetrieb eingestellt.

## Geschichte

Logo von Ebru TV

Im Juli 2008 erhielt der Sender eine bundesweite Sendelizenz durch die Hessische Landesanstalt für privaten Rundfunk und neue Medien (LPR Hessen). Ab Februar 2010 übertrug der Kanal seine Programme aus hauseigenen Studios in Offenbach am Main.
Nach einem Neustart unter dem neuen Namen QLAR ab Mitte 2015 wollte die World Media Group steigende Reichweiten und Werbeerlöse erreichen. Jedoch wurde das Programm zum 31. Dezember 2015 eingestellt.

## Programm
Durch den Wechsel auf den Satelliten Astra 19.2° wurde das Programm zunächst ausschließlich zwischen 18:00 und 24:00 Uhr ausgestrahlt. Im März 2014 wurde der Sendebetrieb um weitere 3 Programmstunden ausgebaut und von 17:00 bis 2:00 Uhr auf Sendung. Anfang 2015 wurde der Sendebeginn bereits auf 14:00 Uhr vorgezogen. Das Programm bestand aus Filmen, Serien, Dokumentationen und Magazinen. 2014 kamen mehrere Teleshoppingfenster hinzu. In der programmfreien Zeit wurden Hinweistafeln gesendet. Diese beinhalteten neben Informationen zum Programm auch Nachrichten oder Quizspiele.
Ebru TV hatte einen Journalistenplatz beim NSU-Prozess zugelost bekommen (als deutschsprachiges Medium aus dem Inland) und berichtete ab Mai 2013 darüber.
Im Juni 2013 wurde bekannt, dass der Sender sein Programmangebot erheblich aufstockte und zu diesem Zweck verschiedene Rechtepakete u. a. von Arte, Telepool, Beta Film sowie Discovery Channel erwarb.
Ab 15. Oktober 2013 hat der Sender die kanadische Serie The Border in deutscher Erstausstrahlung im Programm. Gegenstand der Serie ist die kanadische Einwanderungs- und Zollbehörde in ihrem Kampf gegen das Verbrechen.
Ab dem 4. Februar 2014 wurde dienstags und mittwochs um 21:30 Uhr jeweils eine der insgesamt 68 Episoden der australischen Action-Krimiserie Sea Patrol ausgestrahlt.

### Filme und Serien
Fester Bestandteil des Senders waren deutsche und internationale Filme sowie Serien wie u. a.:
- Abenteuer im Land der Grizzlies
- Aldrich Ames
- Arctic Air
- Der Himmel von Hollywood
- Der Medici Krieger
- Die Liebe der Charlotte Gray
- Ein Mutterherz läuft Amok
- Erbsen auf halb 6
- Freiwurf
- I am David
- It’s All About Love
- License To Kill
- Resting Place
- Rileys letzte Schlacht
- Sea Patrol
- The Border
- The Domino Effect
- The Locator mit Troy Dunn
- Von Schuld Getrieben
- ZigZag
- Zwölfeläuten

### Nachrichten

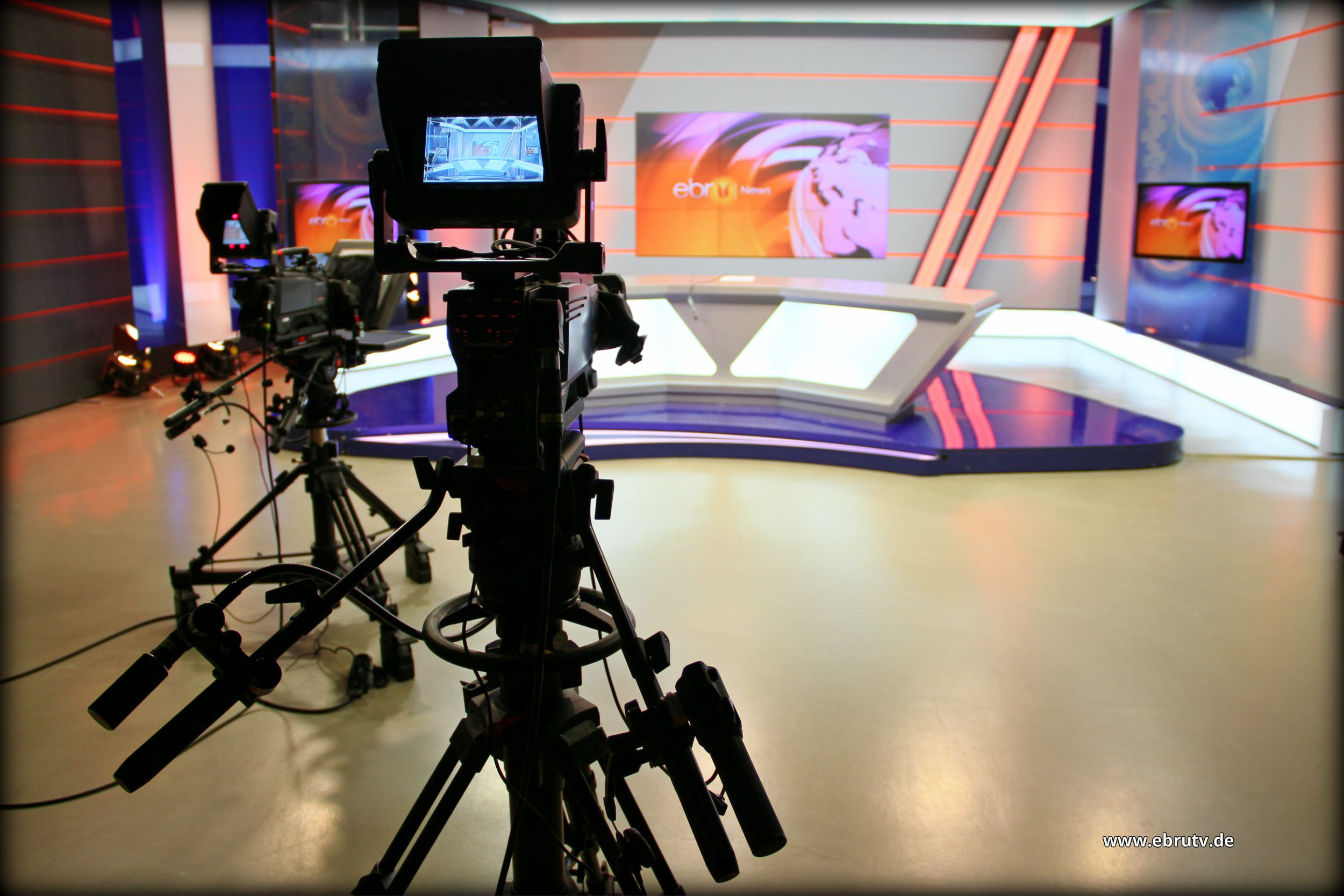
Nachrichtenstudio bei Ebru TV in Offenbach am Main.

Zunächst wurde montags bis freitags um 19 Uhr eine fünfzehnminütige Hauptnachrichten- und um 23:45 Uhr eine 15 Minuten lange Spätausgabe gesendet. Samstags und sonntags strahlte der Sender als zweites Vollprogramm, neben VOX, in Deutschland keine Nachrichten aus. Die Nachrichten-Inhalte bewegten sich hauptsächlich in den Themengebieten Wirtschaft, Politik, Kultur und Wissenschaft und wurden ohne Moderator ausgestrahlt. Aus Kostengründen wurden im Verlauf des Jahres 2014 sämtliche Nachrichtenformate eingestellt. Obwohl für ein Vollprogramm normalerweise Nachrichten vorausgesetzt werden, wurde QLAR bei den Landesmedienanstalten weiterhin (Stand: April 2015) als Vollprogramm gelistet.

### Kochshows

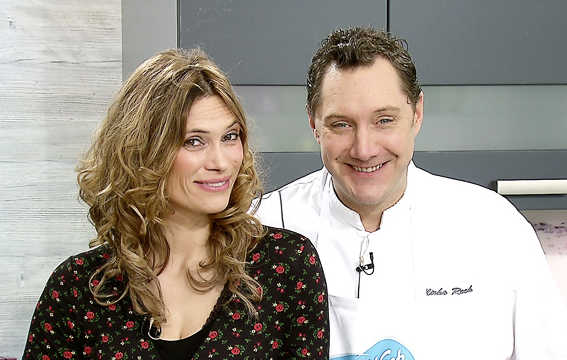
Let´s Koch – Die Kochshow auf Ebru TV

Ab März 2013 zeigte der Sender seinen Zuschauern die Kochshow Let’s Koch mit Starkoch Mirko Reeh und Moderatorin Stephanie Frohmann. Zuletzt lief die Sendung wochentags ab 18 Uhr. Die Kandidaten waren Menschen, die gerne kochen und in der Sendung gegeneinander antraten. QLAR drehte die Sendung in einem Wiesbadener Küchenstudio.

### Informationssendungen und Reportagen

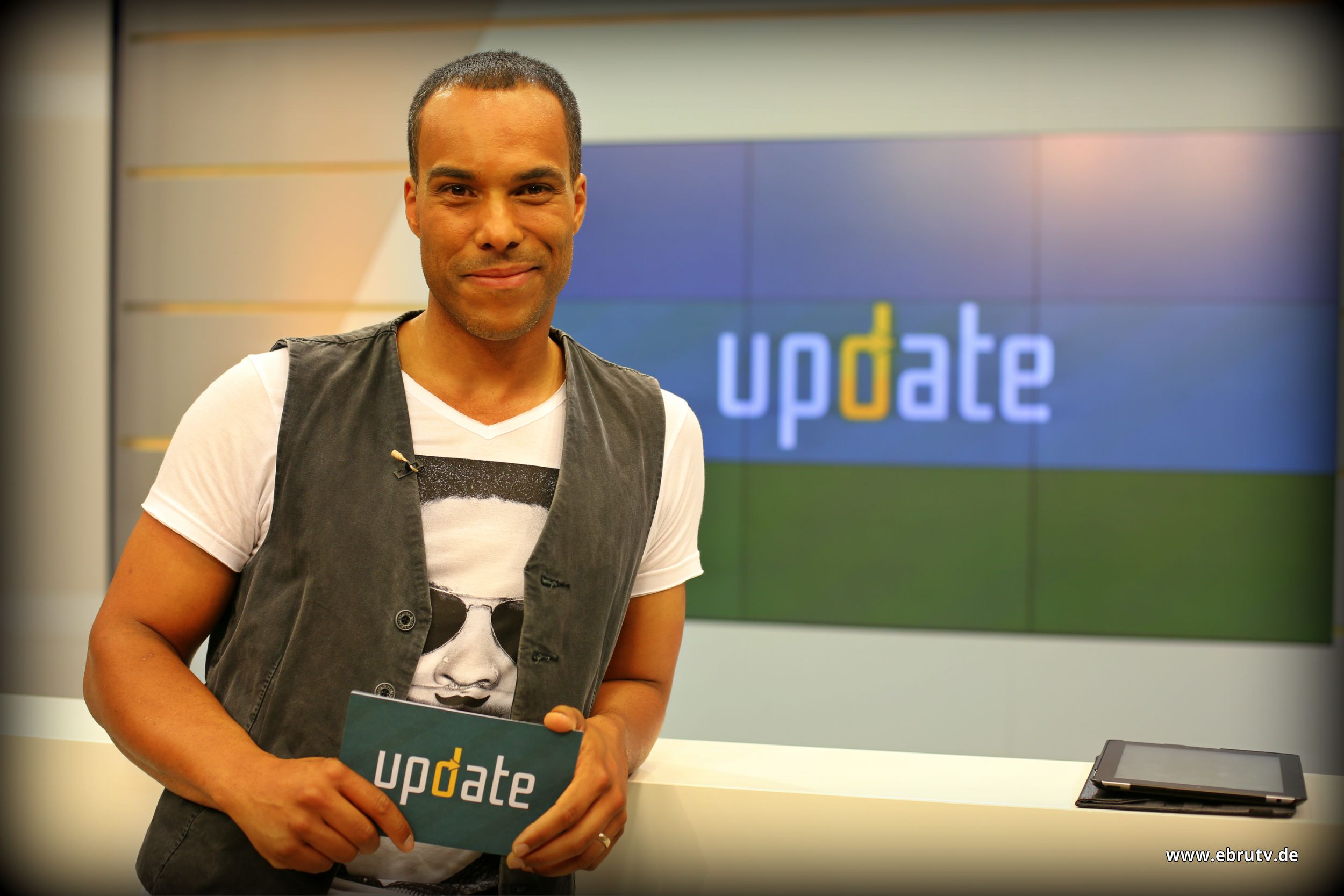
Update mit Moderator Patrick Dewayne

- Update (Eigenproduktion)
- 30 Minuten Deutschland
- Die große Reportage
- Deutschland Reportage
- Mitten aus dem Leben

### Magazine und Shows
- KinoVision (Eigenproduktion)
- Lol :-) (Kanadische Comedy-Show)
- Focused
- Mosaik-Reisemagazin (Eigenproduktion)
- Prisma-Wissenschaftsmagazin (Eigenproduktion)
- Laut gedacht (Eigenproduktion)

### Dokumentationen
Fester Bestandteil des Programms waren ebenfalls Dokumentationen aus verschiedenen Bereichen. Beispielsweise erwarb der Sender im Juni 2013 mehr als 35 Stunden Dokumentationsmaterial aus der Produktion des Senders Arte sowie weiter Dokumentationen aus dem Hause Discovery Channel.
Die ausgestrahlten Dokumentationen sind u. a.
- Achtung, Sprengung!
- Europas Hoher Norden
- Faszination Museum (Eigenproduktion)
- Hollywood’s Best Film Directors
- USA – Reich auf Pump
- Der inszenierte Hunger
- Das Bagne: Frankreichs Strafkolonie
- Der Kampf der Landlosen

## Zielgruppen
Kernzielgruppe waren die 25- bis 59-Jährigen mit einem Anspruch an „gute Unterhaltung mit Mehrwert“.

## Auszeichnungen
Ebru war in der Kategorie „Culture and Education“ für den Hot Bird TV Award nominiert.

## Der Name
Der ehemalige Sendername Ebru TV ging auf die traditionelle Marmorierkunst türkischen Stils, genannt Ebru, zurück. Dabei werden Blütenmuster mit speziellen Farben auf Leim aufgetragen und zu einem Gesamtkunstwerk auf Papier vereint. Jede Farbe trägt zur Schönheit des Ganzen bei, behält jedoch ihre eigene Form, ohne sich mit den anderen Mustern zu vermischen.
Weil das Wort „Ebru“ (türkisch für „Augenbraue“) die Zielgruppe einschränkte, wurde der Name mit 15. April 2015 zu QLAR geändert. Der neue Name wurde wie das Adjektiv klar ausgesprochen und sollte laut des Marketingchefs für „Qualität und Quelle guter Unterhaltung mit Mehrwert“ stehen.

## Struktur und Finanzierung
QLAR gehörte zu dem Medienunternehmen World Media Group AG. Das Unternehmen wurde als der Gülen-Bewegung nahe angesehen.
QLAR wurde von der in Offenbach ansässigen Peyk Media GmbH, einer von vier Tochtergesellschaften der World Media Group AG, produziert und verbreitet. Neben QLAR produziert sie ebenfalls Inhalte für das türkischsprachige Vollprogramm Samanyolu TV und ist europaweiter Lizenzinhaber für die Verbreitung der türkischsprachigen Spartenkanäle Samanyolu Haber (Nachrichten) sowie Mehtap (Kultur).
Als Free-TV-Sender finanzierte sich QLAR durch klassischen Werbezeitenverkauf sowie durch diverse Sonderwerbeformen.

## Empfang

### Satellit (DVB-S) und Kabel (DVB-C)
QLAR konnte unverschlüsselt über Astra 19° Ost (12,480 GHz, vertikal, Symbolrate 27.500 und FEC 3/4) digital empfangen werden.
Das Programm war von Mai 2011 bis April 2014 digital unverschlüsselt im Netz von NetCologne verfügbar. In Hamburg und Umgebung in den Netzen von willy.tel und wilhelm.tel  war der Sender digital unverschlüsselt zu empfangen. Auch im Berliner Kabelnetz von Tele Columbus wurde der Sender seit Oktober 2013 digital unverschlüsselt eingespeist.

### Internet
Ab Juni 2010 konnten einige Sendungen in voller Länge auf einem YouTube-Kanal des Senders abgerufen werden. Bei Zattoo war QLAR als Livestream empfangbar. Ab Februar 2012 war der Sender auf dem Karlsruher Webfernsehspezialist VideoWeb auf jedem HD-Fernseher kostenfrei zugänglich.